# Винковацкая культура
Винковацкая культура, в венгерской литературе — культура Шомодьвар (венг. Somogyvar) — материальная археологическая культура, известная по стоянкам на севере Хорватии и Сербии (область Срем), а также на юге Венгрии. Существовала в конце медного — начале среднего бронзового века (около 2300—1600 гг. до н. э.). Продолжает традиции вучедолской культуры. Предположительно связана с иллирийцами или мессапами.

## Область распространения
Эпонимным для культуры является археологический памятник Винковцы, где в 1966 году Стоян Димитриевич впервые исследовал связанные с ней находки. На восток винковацкая культура распространялась по территории Славонии и Срема до устья рек Сава и Дунай. На юг простиралась через реку Сава до низин у предгорья северной Боснии. На запад проникала до линии Бьеловар-Крижевцы, и даже дальше, до северного Велебита. На севере пересекала Драву вплоть до Балатона.
Расширение культуры постепенно привело к смещению её территории. В среднем бронзовом веке в восточной Славонии её постепенно вытесняет ватинская культура.

## Поселения, захоронения и хронология
В эпонимном археологическом памятнике Винковцы слой винковацкой культуры находится над слоем B2 вучедолской культуры, и относится к тому же времени, что и младшие слои вучедолской культуры, представленные западнее. О сосуществовании финальной вучедольской культуры с винковацкой свидетельствуют и находки в Рудине близ Крижеваца, где вучедолская керамика уровня С находится в том же слое, что и винковацкая.
Что касается хронологии исчезновения винковацкой культуры, то его, по-видимому, следует датировать средним бронзовым веком. В пользу этого свидетельствует находка в одном из мест поздневинковацкой керамики вместе с одним предметом посуды ватинской культуры.
Носители винковацкой культуры для своих поселений часто выбирали те места, где раньше проживали носители вучедолской культуры. Чаще всего их поселения находились на высоких террасах над рекой, и по характеру своему были неолитически-энеолитическими теллями.
Погребальная традиция плохо изучена. Встречается как трупоположение в скорченном виде, так и трупосожжение.

## Палеогенетика
У образца S9 (2560—2290 лет до н. э.) из могильника Балатонкерестур-Рети-дюлё обнаружена Y-хромосомная гаплогруппа R1a-Z280>R1a-V2670/CTS3402 и митохондриальная гаплогруппа K1a3a. Полученные результаты указывают на наличие высокой степной родословной в винковацкой культуре, которая была заменена группой Кишапоштаг, имевшей исключительно высокое (до ~ 47%) мезолитическое происхождение охотников-собирателей. Происхождение 
S9 можно смоделировать из трёх предковых компонент: западноевропейские охотники-собиратели (17 %), ранние земледельцы из Анатолии (40 %) и скотоводы Понтийско-Каспийской степи раннего бронзового века (43 %). Его происхождение можно представить, как результат смешения представителей вучедольской культуры (38 ± 4 %) и степняков, представленных в модели носителями срубно-алакульского варианта срубной культуры (62 ± 4 %).

## Керамика
Значительная часть керамики винковацкой культуры выполнена в традициях вучедольской культуры, что относится и к украшению сосудов насечками и нанесением инкрустации белой пастой, однако репертуар декоративных мотивов значительно сокращается (ленточный, треугольный, шахматный орнамент), как и в целом доля декоративной посуды в общей массе продукции.

## Золотые находки
К раннему бронзовому веку, когда винковацкая культура доминировала на севере современной Хорватии, относятся три интересных находки ювелирных изделий: набор нагрудных и головных женских украшений из Оролика близ Винковаца, набор украшений из окрестностей Загреба, и массивный золотой браслет из Биля в Баране.